# Willy Minz
Willy Minz (* 23. Oktober 1901 in Bergisch Gladbach; † 9. Juli 1972 in Köln) war ein deutscher Betriebswirt. 

## Leben
1923 erhielt er sein kaufmännisches Diplom in Köln und promovierte 1926 zum Dr. rer. pol. Seine Dissertation Das deutsche betriebswirtschaftliche Schrifttum über die Maschinenindustrie wurde 1926 als Ergänzungsband der Zeitschrift für handelswissenschaftliche Forschung (ZfhF) veröffentlicht. Von Juni 1926 bis September 1932 war Minz Assistent von Eugen Schmalenbach und war als Redakteur für die Zeitschrift für handelswissenschaftliche Forschung tätig. Er gilt damit als Vertreter der „Kölner Schule“. Ebenfalls 1932 war er einer der Mitgründer der Schmalenbachvereinigung dem Vorgänger der Schmalenbach-Gesellschaft für Betriebswirtschaft. Im Sommer 1928 nahm er im Treuhandseminar Schmalenbachs seine Lehrtätigkeit in der Universität auf. Als einer der ersten legte er am 15. Juli 1932 die Wirtschaftsprüfer- und Steuerberaterprüfung ab und war danach als Wirtschaftsprüfer tätig. Ein Jahr später wurde er Vorstandsmitglied der Revision Treuhand AG in Köln. Minz trat 1933 der SA und zum 1. Mai 1937 der NSDAP bei (Mitgliedsnummer 3.980.126).
1951 wurde Minz Vorstandsmitglied der neu gegründeten Schmalenbachgesellschaft. 1961 ernannte ihn die Universität zu Köln formell zum Honorarprofessor. Im selben Jahr übernahm er die Hauptschriftleitung der Zeitschrift Die Wirtschaftsprüfung. Dem voraus gingen viele Jahre, in denen er bereits lehrend an der Universität tätig war. 1970 wurde er von seiner Arbeit bei der Revision Treuhand AG und seiner Arbeit als Hauptschriftleiter der Wirtschaftsprüfung pensioniert.
Er war seit 1922 Mitglied der katholischen Studentenverbindung K.D.St.V. Rheinland Köln.

## Auszeichnungen
- Willy Minz wurde 1967 das Große Verdienstkreuz des Verdienstordens der Bundesrepublik Deutschland verliehen.

## Schriften
- Das deutsche betriebswirtschaftliche Schrifttum über die Maschinenindustrie. In: Ergänzungsband der ZfbF. 1926
- Über Buchbesprechungen. In: Die Wirtschaftsprüfung. 1964, S. 462–466.